# Max Clara

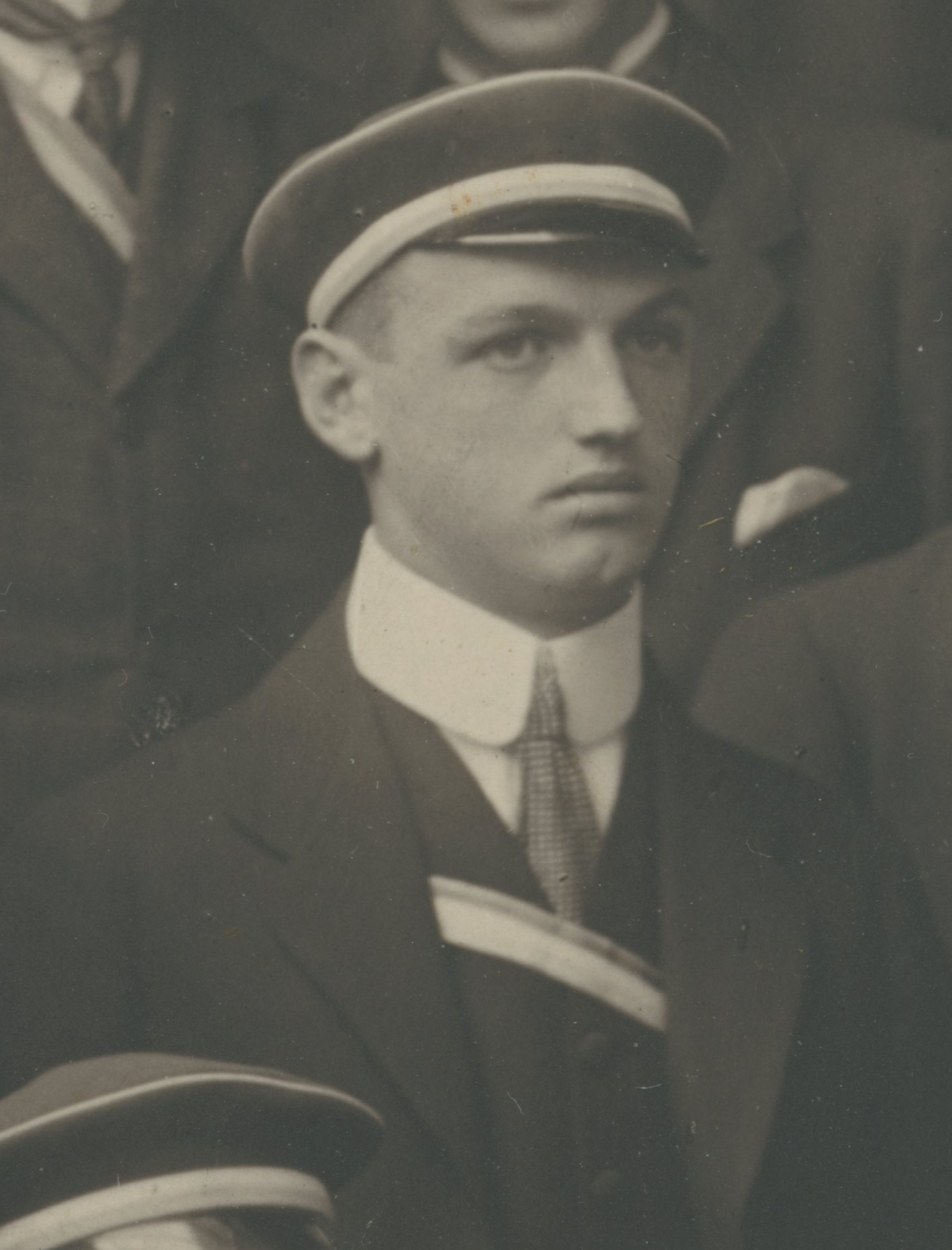
Max Clara w 1919 roku

Max Clara (ur. 12 lutego 1899 w Völs am Schlern, zm. 13 marca 1966 w Monachium) – austriacki anatom.

## Życiorys
Studiował medycynę na Uniwersytecie w Innsbrucku i Uniwersytecie w Lipsku. W 1928 roku został docentem prywatnym anatomii na Uniwersytecie Padewskim. Od 1935 do 1942 roku wykładał anatomię na Uniwersytecie Lipskim, od 1942 do 1945 na Uniwersytecie Ludwika i Maksymiliana w Monachium. W 1949 został pozbawiony prawa do sprawowania stanowisk państwowych; zatrudnił się wtedy na Uniwersytecie Stambulskim.
Max Clara jako pierwszy opisał oskrzelikowe komórki maczugowate, nazywane dawniej komórkami Clary (od jego nazwiska). W maju 2012 redakcje głównych tematycznych czasopism naukowych postanowiły zaprzestać używania nazwy Clara cells ze względu na powiązania tego naukowca z nazizmem.